# نادي ساو كريستوفاو
نادي ساو كريستوفاو لكرة القدم والتجديف (بالبرتغالية: São Cristóvão de Futebol e Regatas‏) نادي كرة قدم برازيلي. تم تأسيس النادي في سنة 1898.